# Liste der Naturschutzgebiete in der Stadt Ansbach
In der Stadt Ansbach gibt es ein Naturschutzgebiet.
| Name                                | Bild | Kennung                   | Einzelheiten                                                                                    | Position | Fläche Hektar | Datum |
| ----------------------------------- | ---- | ------------------------- | ----------------------------------------------------------------------------------------------- | -------- | ------------- | ----- |
| Scheerweihergebiet bei Schalkhausen |      | NSG-00368.01 WDPA: 165372 | Ansbach Flacher Teich mit umgebenden ausgedehnte Teichbinsen-, Rohrkolben- und Schilfröhrichte. | ⊙        | 52,95         | 1990  |
| Legende für Naturschutzgebiet       |      |                           |                                                                                                 |          |               |       |